# معبد یادگار مقدس دندان بودا
معبد یادگار مقدس دندان بودا (انگلیسی: Buddha Tooth Relic Temple and Museum) یک مجموعه معبد و موزه بودایی است که در منطقه چینی‌ها در سنگاپور واقع شده‌است.

## بررسی اجمالی
این معبد بر اساس سبک معماری سلسله تانگ بنا شده‌است و یادگار دندان بودای تاریخی را در خود جای داده‌است. مراسم شکستن زمین در ۱۳ مارس ۲۰۰۵ انجام شد. هزینه ۶۲ میلیون دلار و ۲ سال بعد یک پرتاب نرم برگزار شد تا با جشن روز وساک ۲۰۰۷ همزمان شود گفته می‌شود که یادگار بودا که از آن نام خود را می‌گیرد در ۱۹۸۰از یک گنبد فروریخته در میانمار کشف شد. این یادگار در طبقه ۴ معبد مورد بازدید عموم قرار دارد. از زمان افتتاح این معبد مورد توجه عام در محله چینی‌ها قرار گرفته‌است. غذای سبزیجاتی ساده در زیرزمین معبد سرو می‌شود، گرچه کمک‌های مالی نیز پذیرفته می‌شوند.

## تاریخچه
ون شی فا ژائو، رئیس‌جمهور فعلی و راهب بزرگ معبد و موزه یادگار بودا، در سال ۱۹۹۸ توسط STB برای طرح پیشنهادی یک معبد در قسمت جالی سایت مورد مراجعه قرار گرفت. چدای از اینکه تصریح شد ساختمان طراحی سنتی داشته باشد همچنین درخواست شد که این معبد هم دارای امکاناتی برای استفاده افراد محلی و گردشگران باشد و هم رویدادهایی در آنجا برگزار شود.
معبد پیش از نهایی شدن طرح، مجموعاً نه طرح را پشت سر گذاشت راهب بزرگ طرحی را که بسیار «معاصر» بود، رد کرد، لذا نظری فراتر از محله چینی‌ها داشت. او همچنین طرحی با از نوع چینی جنوبی را رد کرد، این سبکی است که معابد با قدمت طولانی در محله چینی‌ها دارند. به همین ترتیب، یک معبد با معماری جنوبی چین می‌توانست بازتاب معتبری از تاریخ مهاجرت به سنگاپور. تاشد. در عوض اما طراحی نهایی ساختمان به سبک چینی شمالی با هنرهایی از سلسله تانگ است.
شی فا ژائو همچنین بنیانگذار انجمن رفاه متا می‌باشد، یک سازمان رفاهی داوطلبانه غیرانتفاعی (VWO)که آموزش ویژه، خدمات رفاهی، مراقبت اجتماعی و پزشکی ویژه به معلولان فکری، افراد سالخورده و بیماران سخت جامعه ارائه می‌کند.

## نگارخانه

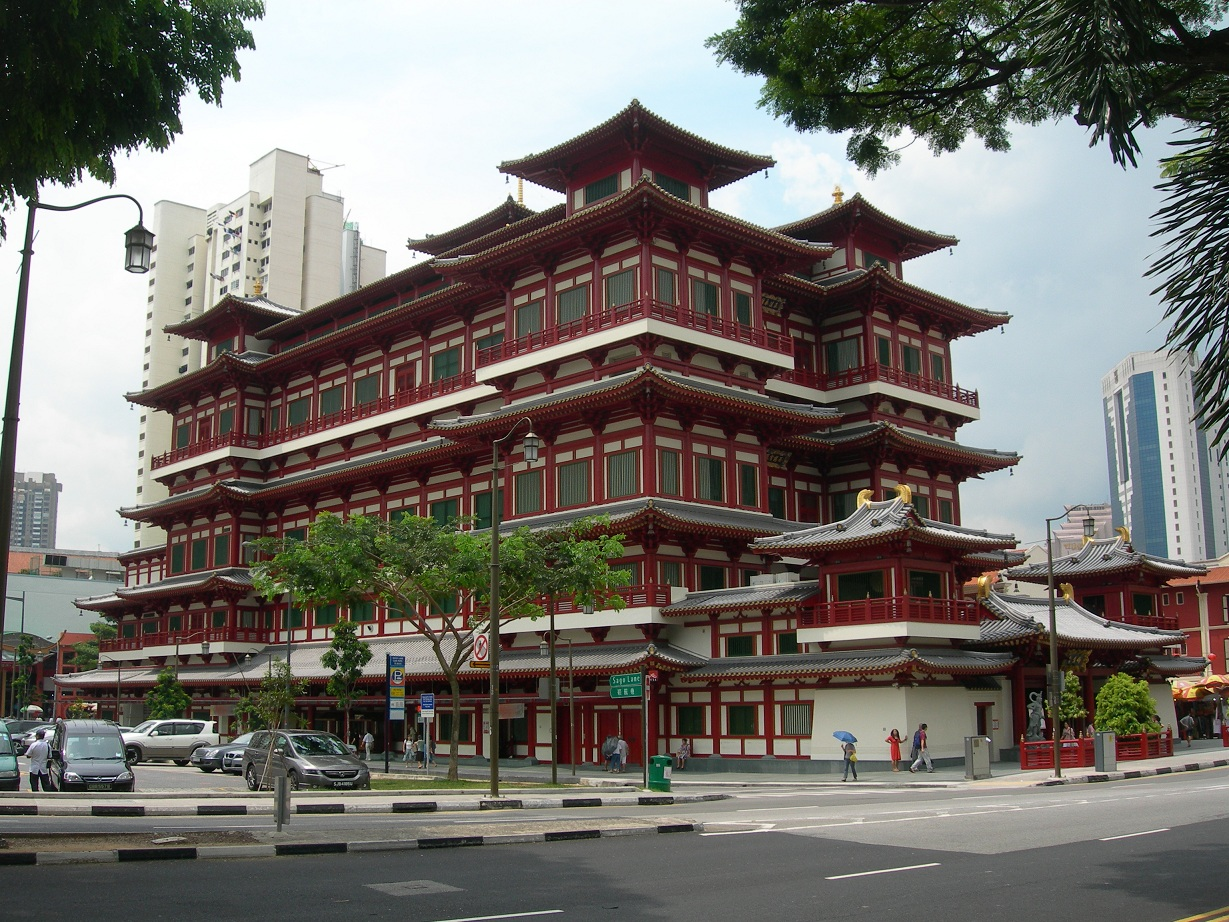
معبد یادگار مقدس دندان بودا از جنوب جاده پل
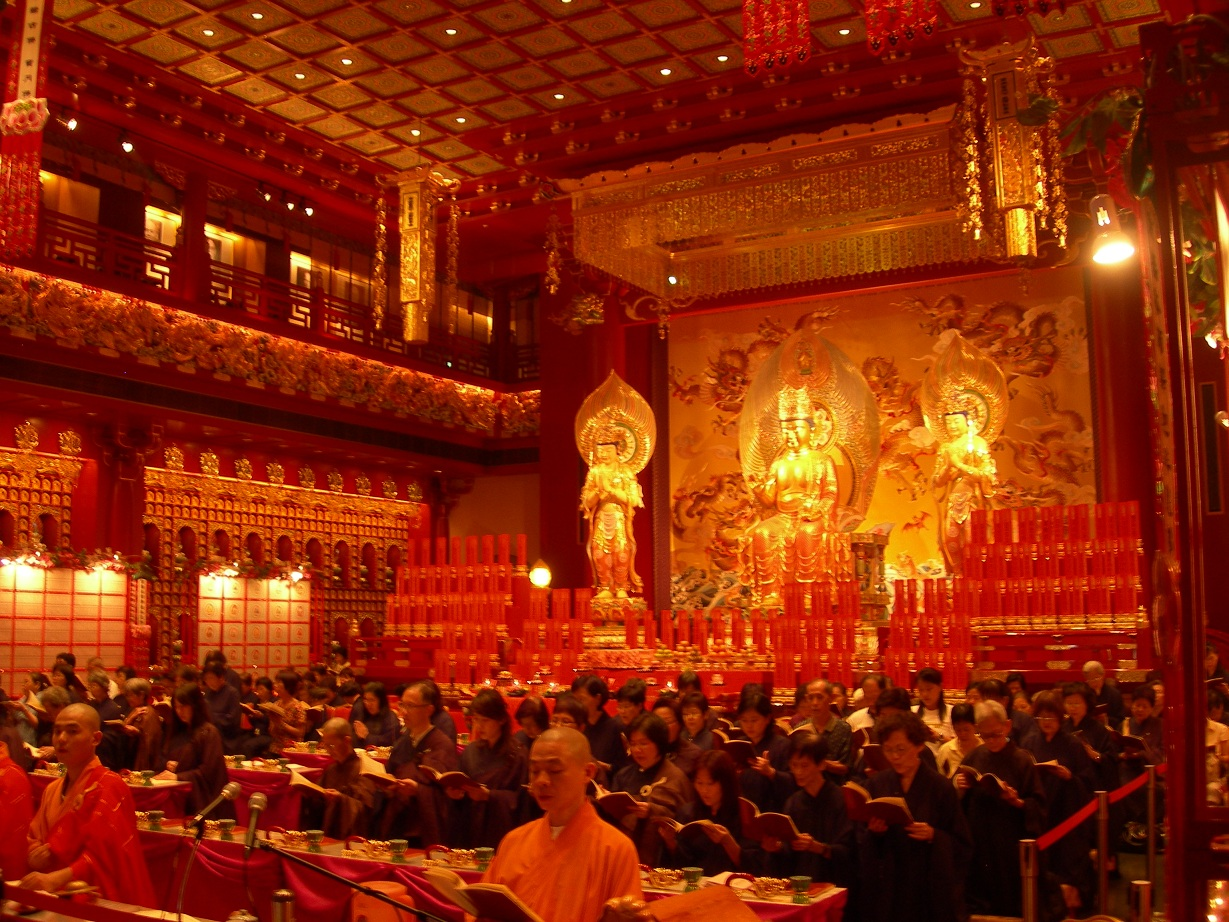
نمای داخل معبد، نمایش نشسته بودا مائیتریا که توسط دو بدیساتوا نصب شده‌است
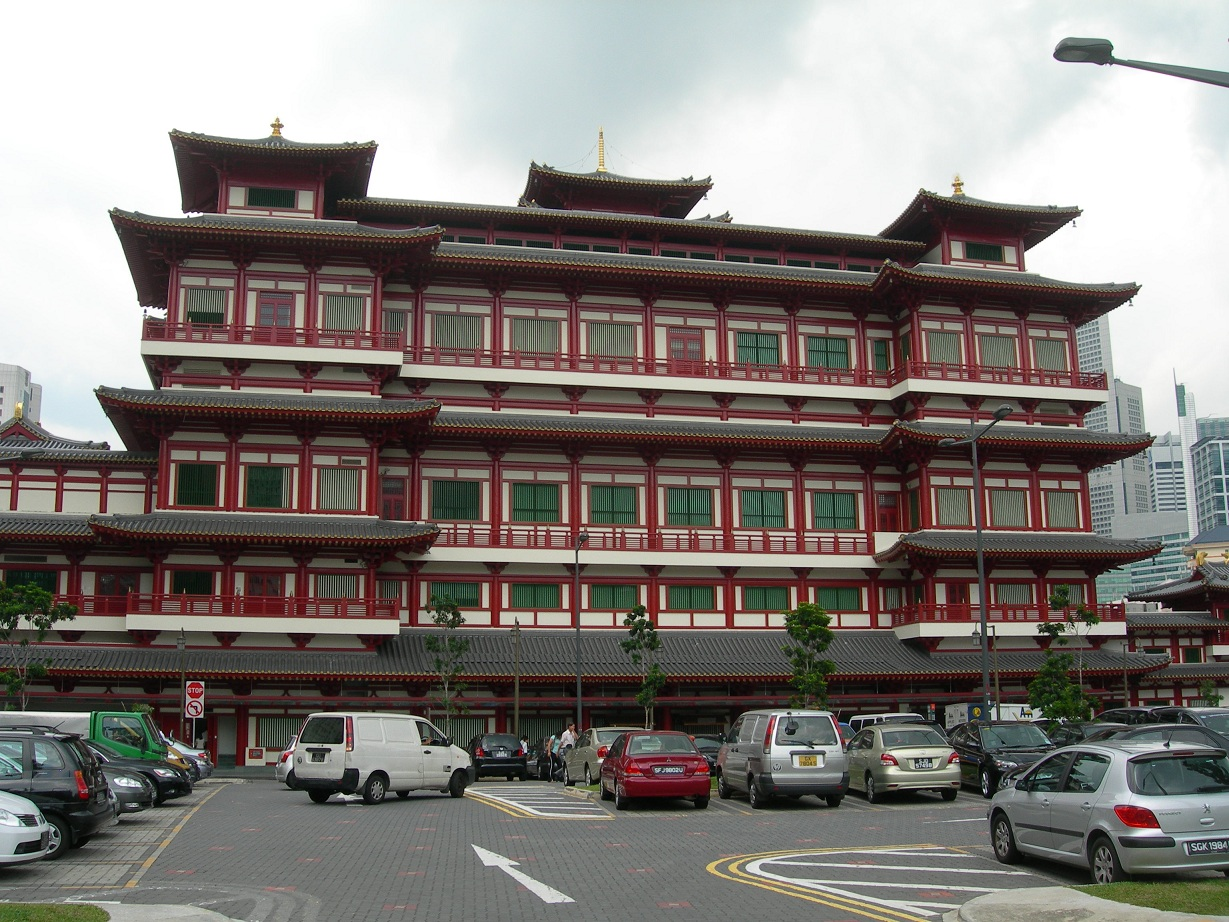
نمای غربی معبد از داخل پارکینگ خودروها
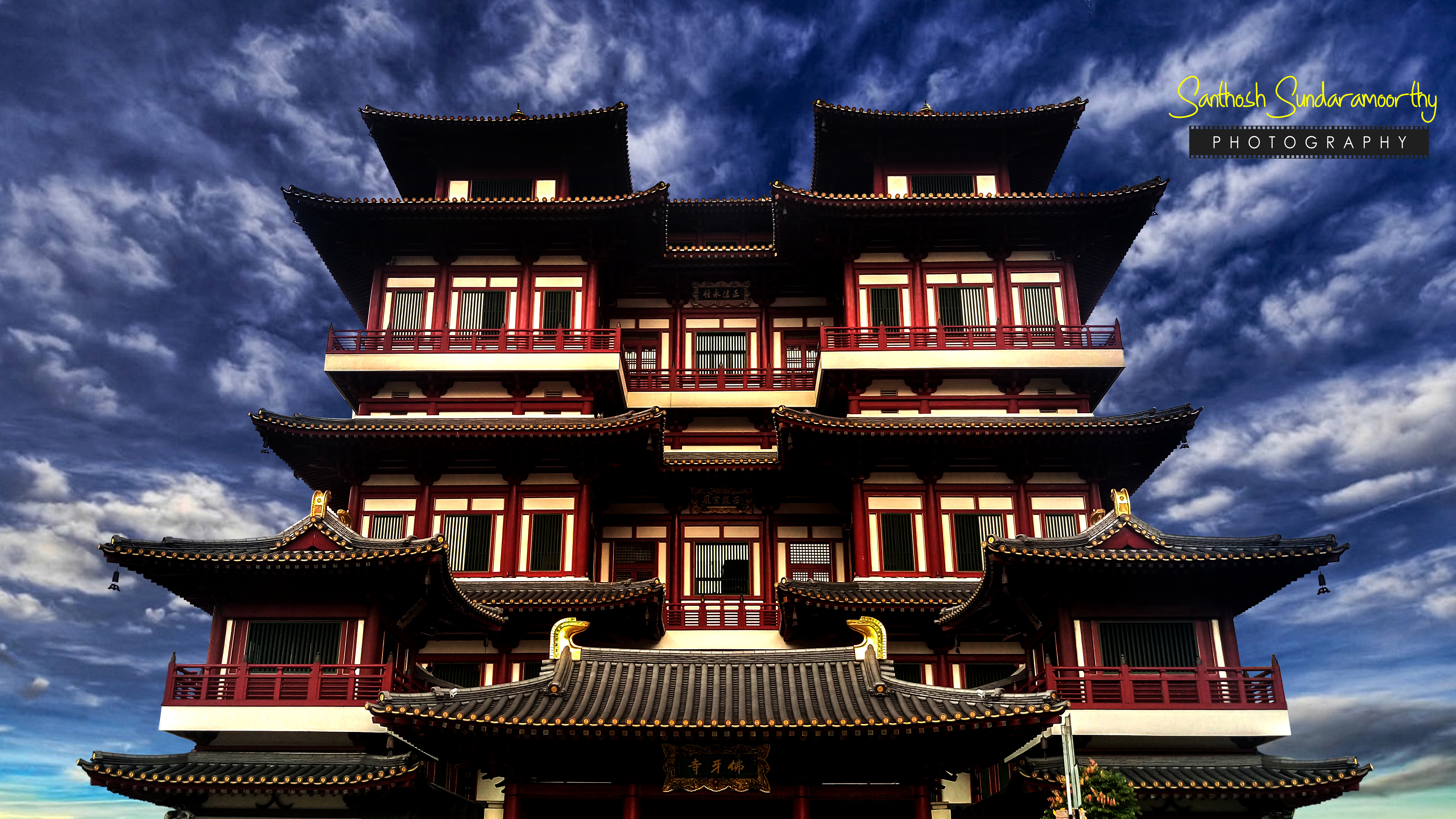
نمای جلوی معبد و موزه یادگار بودا
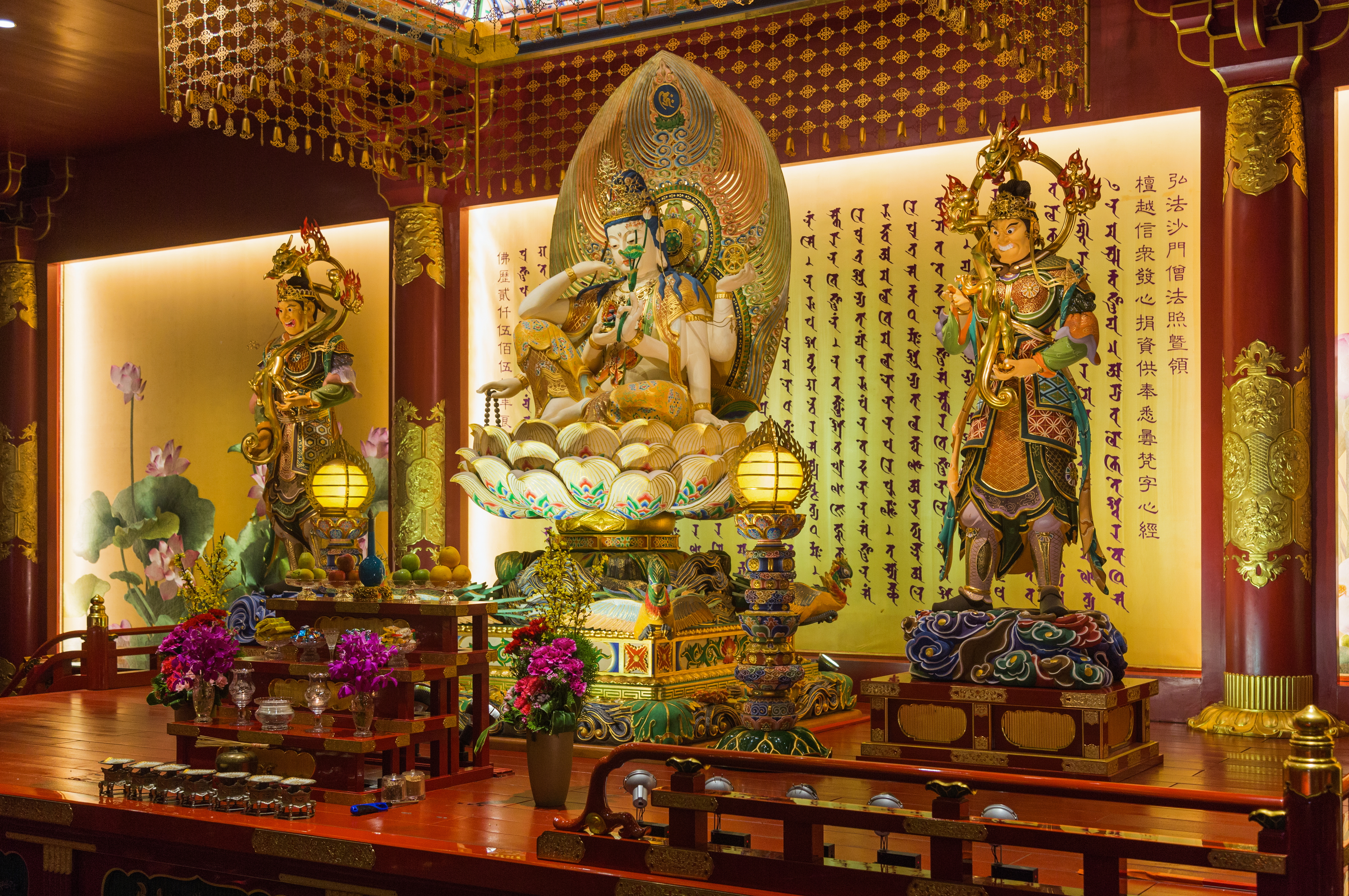
محراب
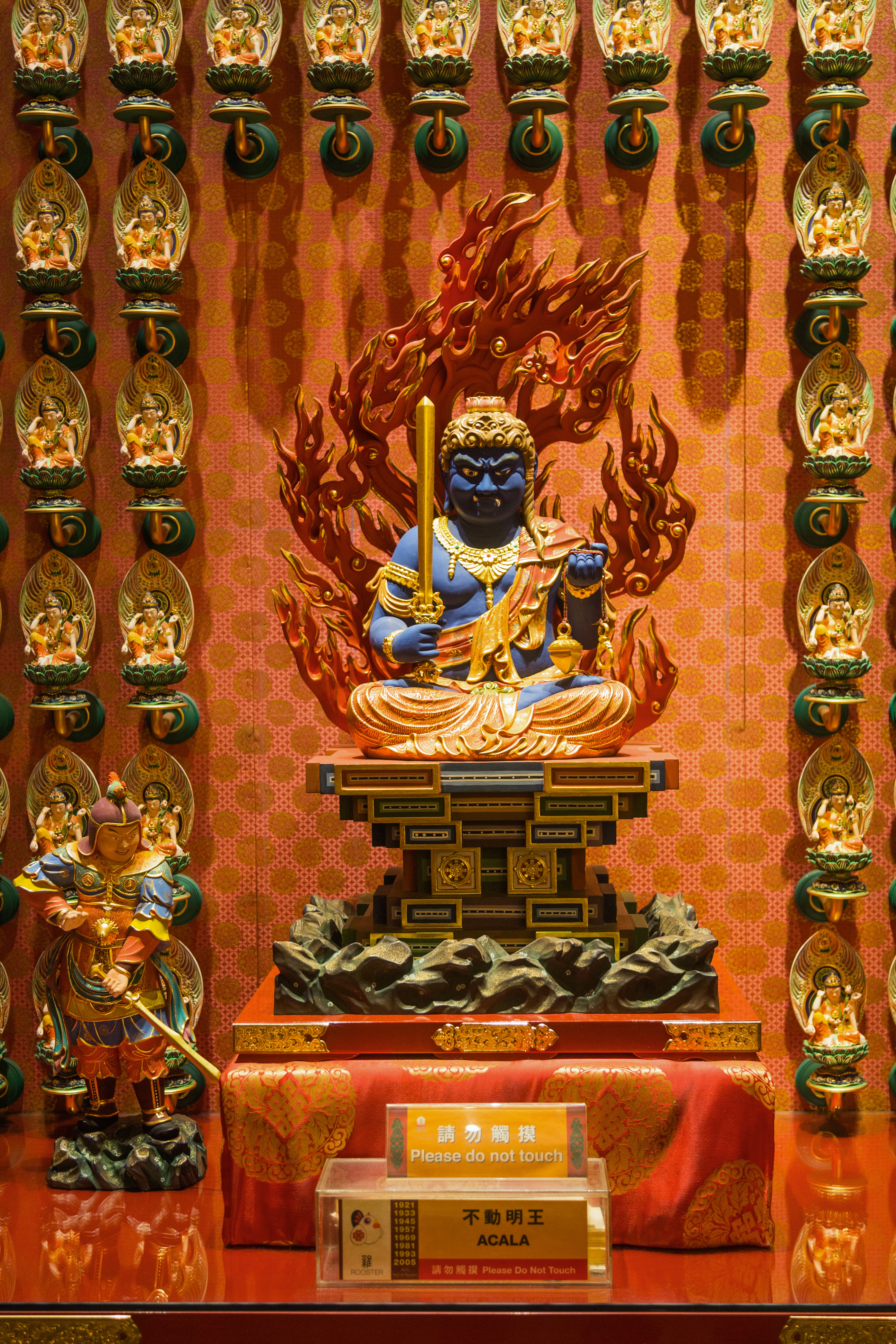
آکالا
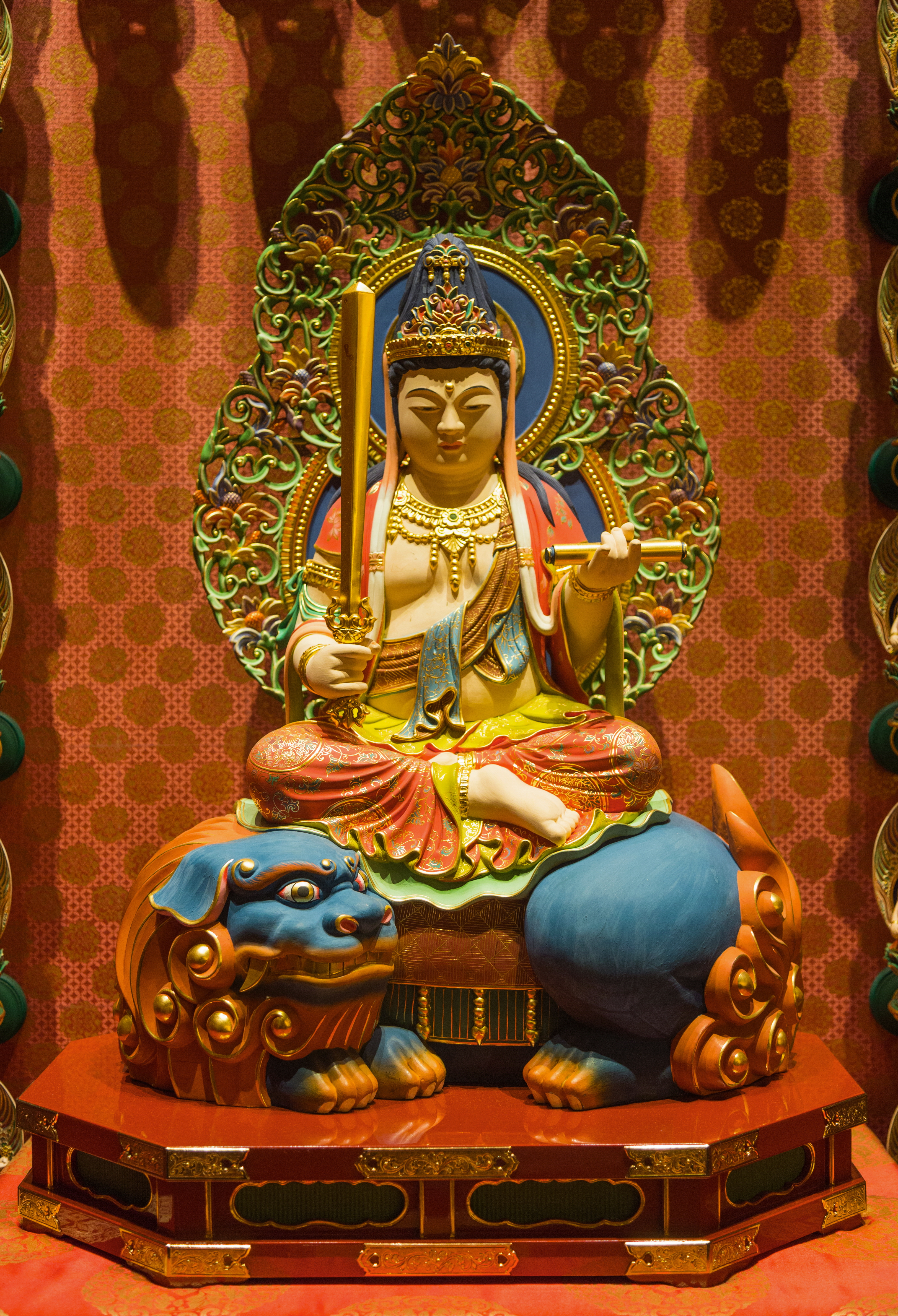
مانژوشری
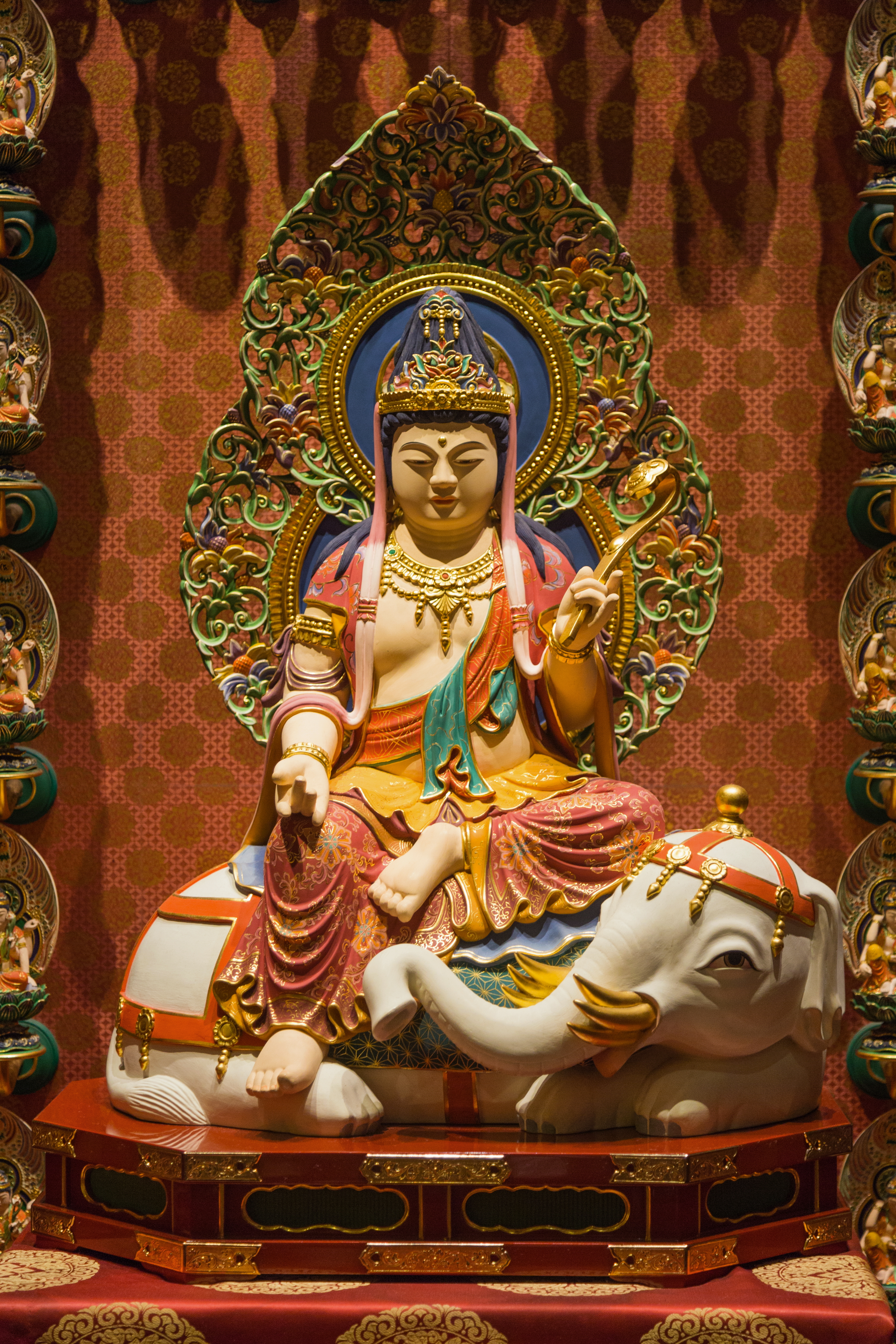
سامانتابادرا
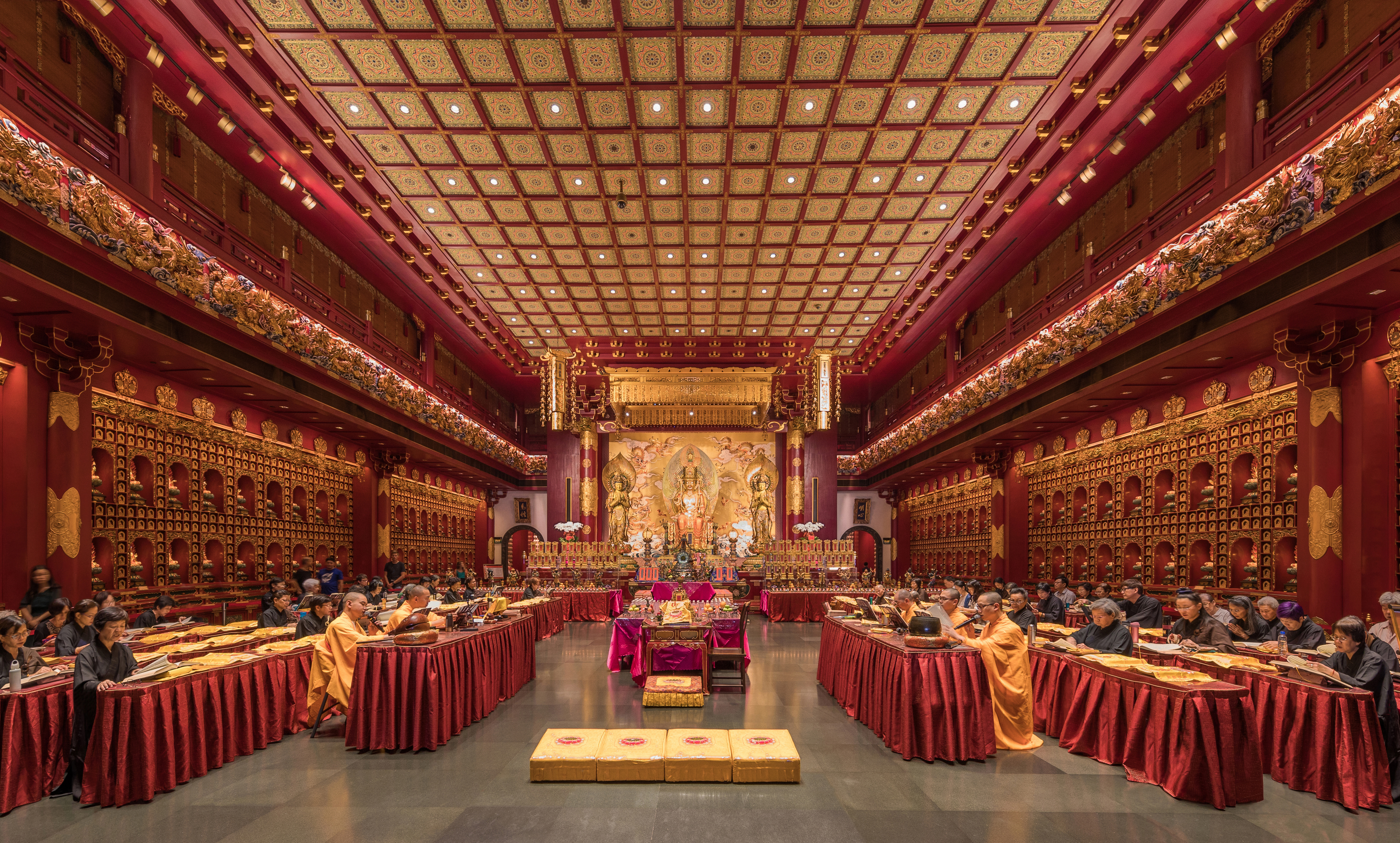
نیایش راهبان و راهبه‌ها در معبد